# Xenichthys
Xenichthys és un gènere de peixos pertanyent a la família dels hemúlids.

## Descripció
- Cos allargat i comprimit.
- Cap comprimit i cònic.
- Ulls grossos.
- Boca curta i obliqua.
- Mandíbula inferior sortint.
- Dents petites.
- Aleta caudal lleugerament bifurcada.

## Distribució geogràfica
És un endemisme de les aigües tropicals i subtropicals del Pacífic oriental.

## Taxonomia
- Xenichthys agassizii (Steindachner, 1876)[3]
- Xenichthys rupestris (Hildebrand, 1946)[4]
- Xenichthys xanti (Gill, 1863)[5][6][7][8][9][10][11]